# Fossombronia wondraczekii
Fossombronia wondraczekii ist eine Lebermoos-Art aus der Familie Fossombroniaceae. Deutsche Namen sind Acker-Zipfelmoos, Kamm-Zipfelmoos und Wondraczeks Zipfelmoos.
Der Artname bezieht sich wohl auf M. C. Ignaz Wondraczek (1805–1889), einen tschechischen Arzt.

## Merkmale
Die hellgrünen Pflanzen sind bis etwa 7 Millimeter lang, bis 2,5 Millimeter breit und wachsen herdenweise oder in kleinen Rasen. Der Stamm ist an seiner Unterseite dicht mit violett-purpurnen Rhizoiden besetzt. Die schräg angehefteten und dicht gestellten Blätter sind vielgestaltig, quadratisch bis rechteckig, auch keilförmig, fast ganzrandig bis unregelmäßig gelappt, schwach gewellt bis kraus. 
Die Art ist monözisch. Das glockenförmige Pseudoperianth hat eine weite, unregelmäßig gelappte bis fast ganzrandige Mündung. Die sichere Bestimmung der Art ist nur mit reifen Sporen möglich, diese sind dunkel- bis schwarzbraun und haben eine Größe von 35 bis 54 Mikrometern. Ihre Außenseite ist mit zahlreichen Lamellen besetzt, diese sind am Sporenrand als 25 bis 40 kurze, gestutzte Zähne sichtbar.
Das Moos ist meist kurzlebig und herbstannuell, die Sporenreife erfolgt vom Herbst bis zum Winter.

## Standortansprüche
Fossombronia wondraczekii wächst auf feuchter, kalkarmer, basenreicher, neutraler bis mäßig saurer Erde an lichtreichen, halbschattigen bis mäßig schattigen Stellen, vor allem auf Äckern, in Wiesenlücken, an Grabenrändern, Böschungen, auf Erdaufschüttungen, auf Wegen oder an Ufern von Gewässern.

## Verbreitung
In Deutschland, Österreich und der Schweiz ist die Art verbreitet, aber nicht häufig. Als Tieflagenmoos kommt es von der kollinen bis zur montanen Höhenstufe, bis etwa um 1000 Meter Höhe, vor.
In Europa reicht das Verbreitungsgebiet im Norden bis Skandinavien, im Osten bis Russland, im Süden bis ins Mittelmeergebiet. Weltweit gibt es weitere Vorkommen in Asien, im östlichen Nordamerika, in Afrika und in Australien.